# Napoleonaea imperialis
Espèce
Napoleonaea imperialis, la napoléone impériale, est une espèce de plantes à fleurs dicotylédones de la famille des Lecythidaceae, originaire d'Afrique de l'Ouest.
C'est un petit arbre tropical sempervirent, qui peut atteindre 6 mètres de haut
Il présente un houppier dense, avec des ramifications basses. 
Les fleurs voyantes ont deux verticilles internes de pétales de couleur variable, généralement jaune crème à la circonférence, le centre variant du rouge abricot au pourpre. Elles se développent sur de jeunes rameaux ou poussent directement sur le vieux bois du tronc (phénomène de cauliflorie).
Le fruit est une baie orange foncé ou brun rougeâtre contenant des graines réniformes.
Cette plante est largement cultivée comme arbre d'ornement.
C'est une espèce qui se rencontre au Bénin, au Nigeria, au Gabon et en République démocratique du Congo jusqu'en Angola vers le sud.
L'espèce a été décrite par Ambroise Marie François Joseph Palisot de Beauvois en 1804, année du couronnement de Napoléon Bonaparte,.

## Synonymes
Selon Catalogue of Life (2 décembre 2017) :
- Belvisia caerulea Desv., nom. superfl.
- Napoleona imperialis P.Beauv., var. orth.
- Napoleona whitfieldii Decne., nom. illeg.
- Napoleonaea cuspidata Miers
- Napoleonaea miersii Hook.f.

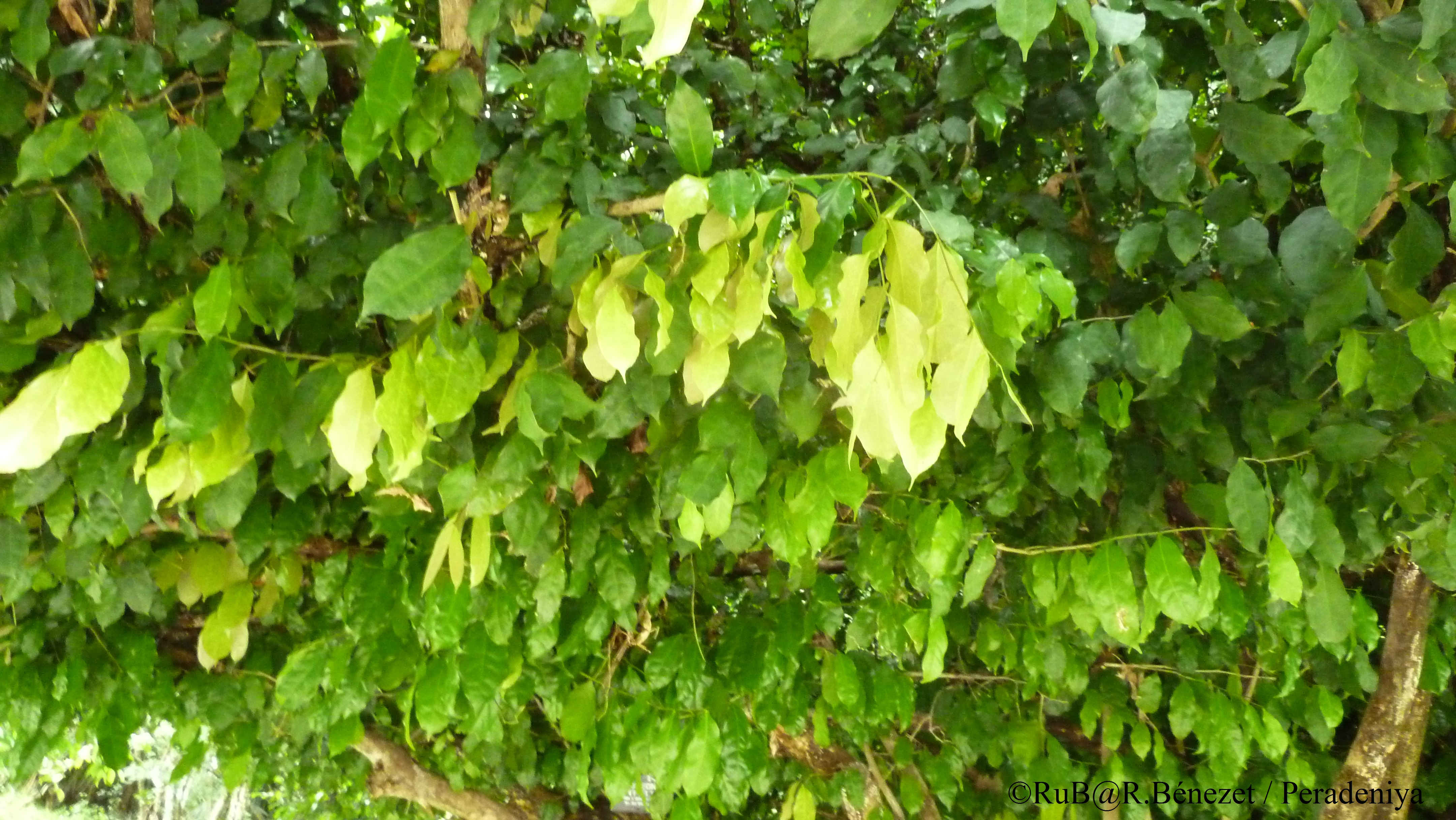
Feuillage de N. imperialis dans le jardin botanique de Peradeniya dans la banlieue proche de Kandy au Sri-Lanka.
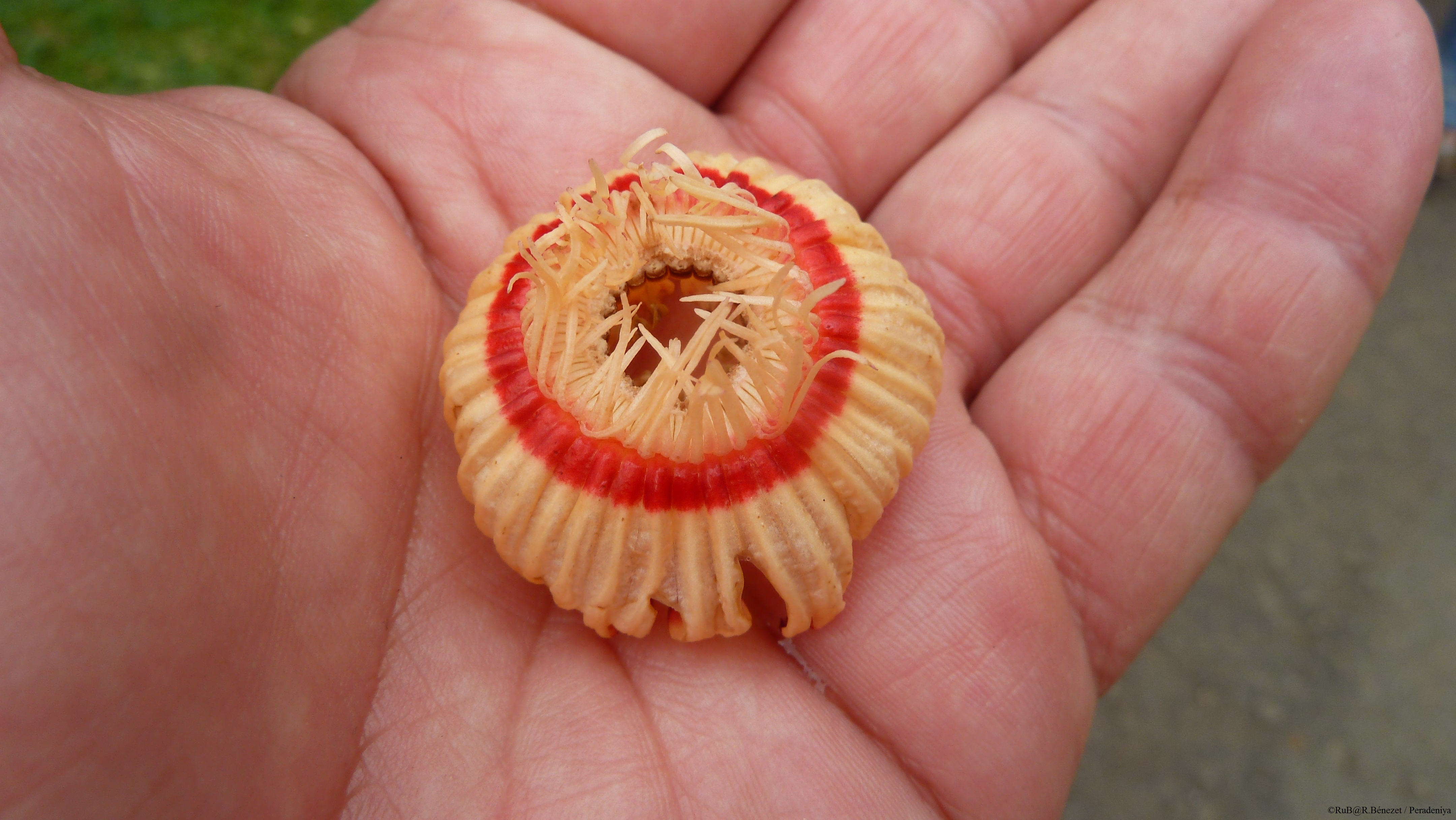
Fleur de N. imperialis.
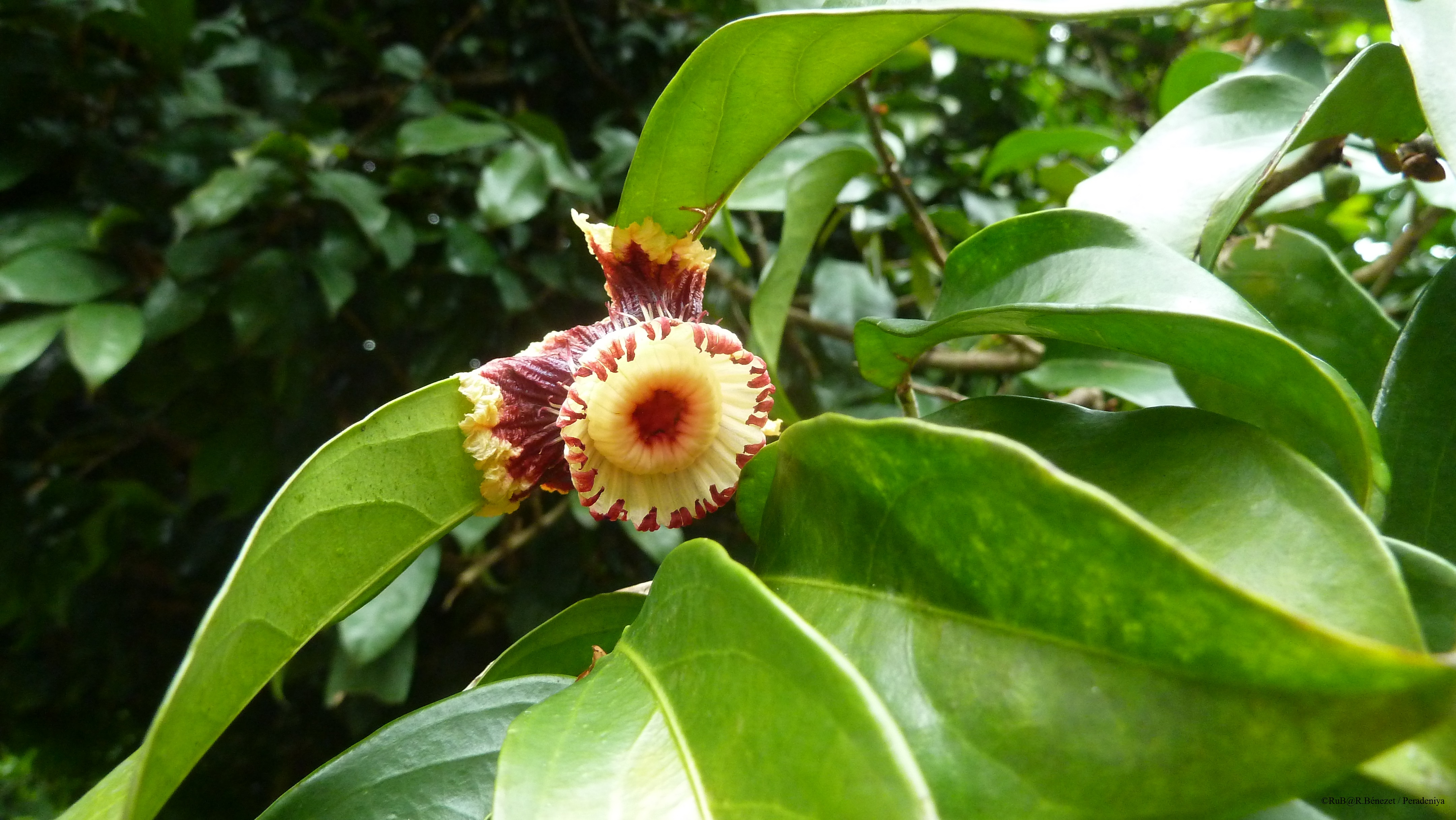
Détail de la fleur.
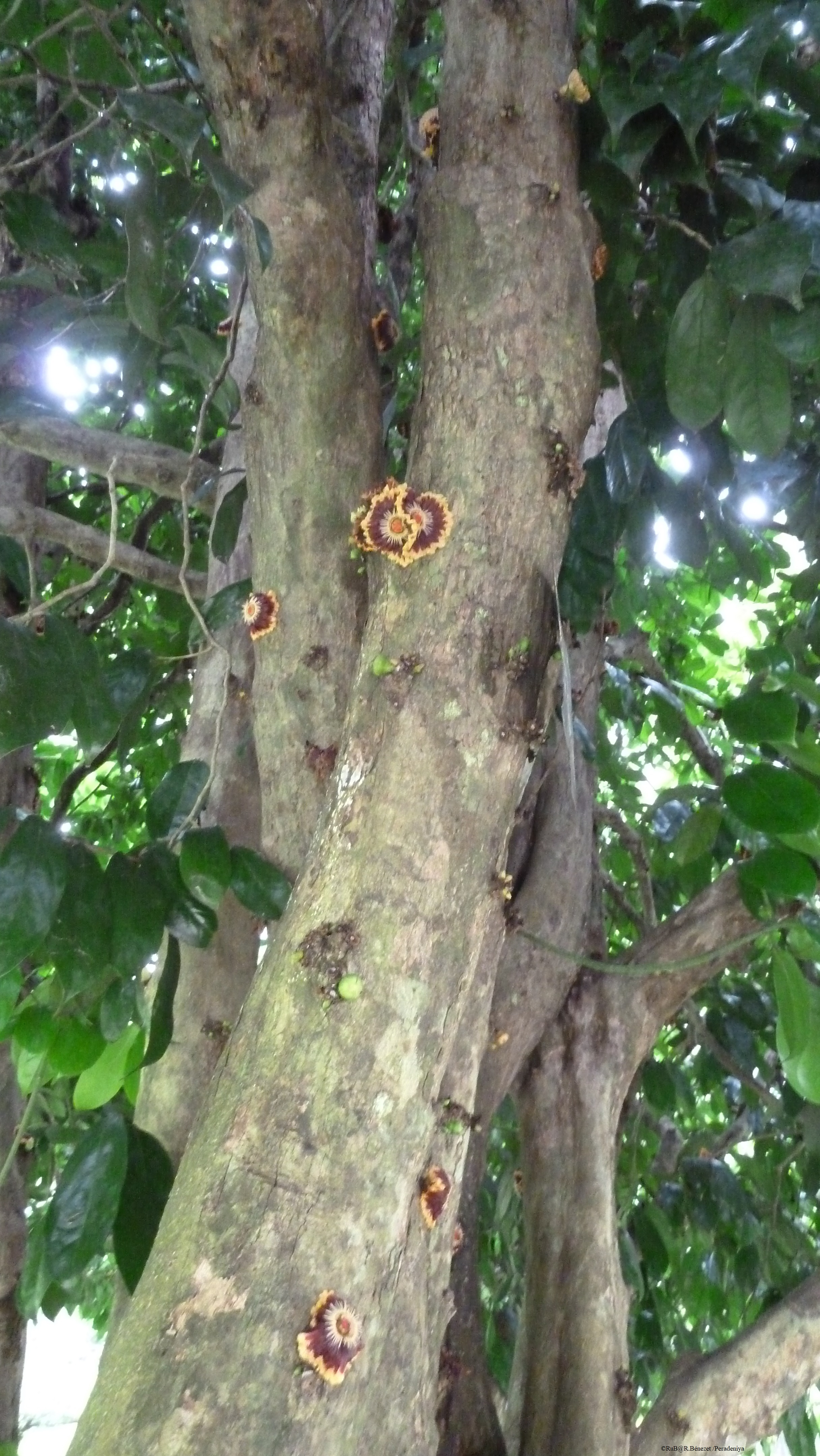
Napoleonaea imperialis avec floraison directe sur le tronc.